# Église évangélique luthérienne unie d'Argentine
L'Église évangélique luthérienne unie, ou IELU (de l'espagnol Iglesia Evangélica Luterana Unida est une église évangélique luthérienne présente en Argentine et en Uruguay. Elle devint autonome en 1948. Elle regroupe actuellement 11 000 fidèles dans une trentaine de congrégations. Elle est affiliée à la FLM, au COE, au CLAI, et de la CEPE.